# Lemonstown Motte
Lemonstown Motte (irisch Móta Bhaile an Leamóntaigh) ist eine Motte auf halbem Wege zwischen den Dörfern Dunlavin und Hollywood im irischen County Wicklow. Sie gilt als National Monument.

## Geschichte
Die Motte wurde in der normannischen Periode, d. h. im 12. oder 13. Jahrhundert, errichtet.

## Beschreibung
Lemonstown Motte ist rund und hat einen Durchmesser von 12 Metern. Die Höhe beträgt 7,6 Meter. Der Eingang liegt im Norden.